# Priopus trimaculatus
Priopus trimaculatus là một loài bọ cánh cứng trong họ Elateridae. Loài này được Hope miêu tả khoa học năm 1831. Ít được biết đến là rất phổ biến ở Bỉ, đặc biệt là các vùng Flemish Brabant, trong căn hộ của Simon Vdc.